# Oreonoma
Oreonoma is een geslacht van vlinders van de familie spanners (Geometridae), uit de onderfamilie Larentiinae.

## Soorten
- O. amica Thierry-Mieg, 1904
- O. funesta Warren, 1901
- O. magnifica Warren, 1900
- O. pirene Druce, 1893
- O. rubriplaga Warren, 1906
- O. sectiplaga Dognin, 1911